# Philipp Haastrup
Philipp Haastrup (Münster, 5 maart 1982) is een voormalig Duits profvoetballer die bij voorkeur in de verdediging speelt. Hij tekende in juli 2010 een tweejarig contract bij Helmond Sport, dat hem transfervrij overnam van MVV. Haastrup heeft een Nigeriaanse vader en Duitse moeder.
Haastrup verruilde in de winterstop van het seizoen 2006/07 de competitie in zijn geboorteland voor de Nederlandse Jupiler League. Hij ging spelen bij MVV. Daar beviel hij in de daaropvolgende maanden zo goed dat de club hem een driejarig contract gaf, tot de zomer van 2010. Haastrup kon in juli 2010 vervolgens bijtekenen bij MVV, maar zag meer in een aanbod van concurrent Helmond Sport. Dat nam hem transfervrij over. Na twee seizoenen vertrok hij naar Willem II waarmee hij nog een jaar in de Eredivisie speelde. In juni 2013 stopte hij met voetballen om te gaan studeren. Op 13 juli werd bekend dat Haastrup gaat voetballen bij de Duitse club BFC Dynamo. Haastrup speelde nog een half seizoen voor TeBe Berlin voor hij per januari 2017 zijn loopbaan beëindigde.

## Carrière
| Seizoen        | Club              | Land               | Competitie     | Wedstrijden | Doelpunten |
| -------------- | ----------------- | ------------------ | -------------- | ----------- | ---------- |
| 2002/03        | VfL Osnabrück     | Vlag van Duitsland | Regionalliga   | 6           | 0          |
| 2003/04        | VfL Osnabrück     | Vlag van Duitsland | 2. Bundesliga  | 1           | 0          |
| 2003/04        | Rot-Weiss Essen   | Vlag van Duitsland | Regionalliga   | 6           | 0          |
| 2004/05        | Rot-Weiss Essen   | Vlag van Duitsland | 2. Bundesliga  | 30          | 0          |
| 2005/06        | 1.FC Saarbrücken  | Vlag van Duitsland | 2. Bundesliga  | 22          | 0          |
| 2006/07        | 1.FC Saarbrücken  | Vlag van Duitsland | Regionalliga   | 1           | 0          |
| 2006/07        | MVV               | Vlag van Nederland | Eerste divisie | 14          | 0          |
| 2007/08        | MVV               | Vlag van Nederland | Eerste divisie | 36          | 3          |
| 2008/09        | MVV               | Vlag van Nederland | Eerste divisie | 34          | 0          |
| 2009/10        | MVV               | Vlag van Nederland | Eerste divisie | 32          | 2          |
| 2010/11        | Helmond Sport     | Vlag van Nederland | Eerste divisie | 34          | 3          |
| 2011/12        | Helmond Sport     | Vlag van Nederland | Eerste divisie | 29          | 4          |
| 2012/13        | Willem II Tilburg | Vlag van Nederland | Eredivisie     | 31          | 1          |
| Totaal         |                   |                    |                | 277         | 13         |
| Bijgewerkt tot | 14 november 2012  |                    |                |             |            |